# 毗斯迦 (密西西比州)
毗斯迦（英語：Pisgah）是位於美國密西西比州蘭金縣的非建制地區。

## 歷史
毗斯迦的郵局於1897年設立，其後於1921年停運。

## 地理
毗斯迦所處的海拔為高於海平面111米（即364英呎），而該地所採用的時區為UTC-6，即北美中部時區（CST）。同時該地設有夏令時間，為UTC-6調快一小時，即UTC-5（CDT）。